# Sara Cox
Sarah Joanne Cyzer, född 13 december 1974 i Bolton, Manchester, mer känd under sitt radionamn Sara Cox, ledde tidigare morgonprogrammet The Radio 1 Breakfast Show på BBC Radio 1. Hon var även programledare för Sounds of the 80s på BBC Radio 2. Numera leder hon programmen "Sara Cox" och "Sara Cox's Half Wower" som sänds måndag - fredag på BBC Radio 2. 
Hon ledde välgörenhetskonserten One Love Manchester den 4 juni 2017.